# Sminthopsis fuliginosus
Sminthopsis fuliginosus là một loài động vật có vú trong họ Dasyuridae, bộ Dasyuromorphia. Loài này được Gould mô tả năm 1852.